# 27 april
27 april är den 117:e dagen på året i den gregorianska kalendern (118:e under skottår). Det återstår 248 dagar av året.

## Återkommande bemärkelsedagar

### Nationaldagar
- Afghanistans nationaldag (till minne av aprilrevolutionen 1978)
- Nederländerna: Koningsdag (konungens födelsedag)
- Sierra Leones nationaldag (till minne av självständigheten från Storbritannien 1961)
- Sydafrika: Frihetsdagen (till minne av demokratiseringen av landet och det symboliska slutet på rasåtskillnadspolitiken apartheid 1994)
- Togos nationaldag (till minne av självständigheten från Frankrike 1960)

### Övriga
- Sverige: Engelbrektsdagen

## Namnsdagar

### I den svenska almanackan
- Nuvarande – Engelbrekt
- Föregående i bokstavsordning
  - Antimus – Namnet fanns, till minne av en biskop, som blev halshuggen i Mindre Asien på 300-talet, på dagens datum före 1865, då det utgick till förmån för Teresia.
  - Asmund – Namnet förekom på dagens datum på 1790-talet, men utgick sedan.
  - Engelbert – Namnet fanns före 1901 på 7 november. Detta år utgick det ur almanackan, men återinfördes, på dagens datum, 1986, för att åter utgå 1993.
  - Engelbrekt – Namnet infördes 1901 på 26 april. 1918 flyttades det dock till dagens datum, där det har funnits sedan dess, för att hedra minnet av den svenske 1400-talsupprorsledaren Engelbrekt Engelbrektsson, som ansågs ha avlidit denna dag 1436 (trots att det egentligen var 4 maj).
  - Enok – Namnet fanns före 1901 på 3 januari, men utgick detta år ur almanackan. 1986 återinfördes det, på dagens datum, men utgick återigen 2001.
  - Teresia – Namnet infördes på dagens datum 1865, för att ära prinsessan Teresia, som var gift med Karl XV:s och Oscar II:s bror prins August. 1918 flyttades det dock till den 26 april, där det har funnits sedan dess, för att ge plats åt Engelbrekt på dagens datum.
- Föregående i kronologisk ordning
  - Före 1865 – Antimus och Asmund
  - 1865–1900 – Teresia
  - 1901–1917 – Teresia
  - 1918–1985 – Engelbrekt
  - 1986–1992 – Engelbrekt, Engelbert och Enok
  - 1993–2000 – Engelbrekt och Enok
  - Från 2001 – Engelbrekt
- Källor
  - Brylla, Eva (red.): Namnlängdsboken, Norstedts ordbok, Stockholm, 2000. ISBN 91-7227-204-X
  - af Klintberg, Bengt: Namnen i almanackan, Norstedts ordbok, Stockholm, 2001. ISBN 91-7227-292-9

### Finlandssvenska almanackan
- Nuvarande från 2020[1] – Engelbert, Engelbrekt
- I föregående revideringar[a][2]
  - 1929–1994 – Engelbrekt
  - 1995–2019 – Engelbrekt, Engelbert

## Händelser
- 1296 – Skottarna blir besegrade av engelsmännen i slaget vid Dunbar under det första skotska frihetskriget. När den skotske kungen John Balliol blir avsatt 10 juli samma år kan den engelske kungen Edvard I därmed utropa sig till kung av Skottland. Han förblir kung i tio år, innan han blir avsatt 1306.
- 1656 – En svensk styrka på 10 000 man, ledd av Carl Gustaf Wrangel och Karl X Gustavs bror Adolf Johan, besegrar en jämnstark polsk här, ledd av Stefan Czarniecki, i slaget vid Gnesen under det pågående polsk-svenska kriget. Till en början går slaget dåligt för svenskarna, men efter fyra timmar har de lyckats få övertaget och polackerna drar sig då tillbaka. De polska förlusterna uppgår till 3 000 man, medan de svenska inte är kända.[3] Den svenska segern får dock ingen avgörande betydelse, eftersom polackerna för ett gerillakrig, som nöter ut svenskarna, under sommaren.
- 1799 – En kombinerad rysk-österrikisk armé, ledd av den ryske greven och fältmarskalken Aleksandr Suvorov, besegrar under det pågående andra koalitionskriget en fransk styrka, ledd av general Jean Victor Marie Moreau, i slaget vid Cassano i Italien. Den rysk-österrikiska styrkan förlorar 2 000 av sina totalt 24 500 man, medan 2 500 fransmän blir dödade och sårade och 5 000 tillfångatagna av totalt 28 000.
- 1808 – En svensk styrka på 2 250 man, ledd av överste Johan Adam Cronstedt, besegrar en rysk här om 1 800 man, ledd av generalmajor Michail Leontievitj Bulatov i slaget vid Revolax i mellersta Finland under det pågående finska kriget. De ryska förlusterna uppgår till 200 stupade och 400 tillfångatagna, medan 94 svenskar stupar i striden. Detta blir den andra svenska segern på en dryg vecka (svenskarna segrade även i slaget vid Siikajoki den 18 april) och därmed kan svenskarna inleda en motoffensiv mot de ryska styrkorna i södra Finland, vilken varar under sommaren 1808.
- 1900
  - Den danske konseljpresidenten (statsminister) Hugo Egmont Hørring tvingas avgå från samtliga sina ministerposter[4] (konseljpresident, finansminister, justitieminister och minister för Island), sedan det har framkommit att han 1898 har godkänt militära utgifter utan att ha Folketingets stöd för detta. 1906 återkommer han till offentligheten som direktör för Statens hypoteksbank, men avlider 1909.
  - Ett drygt halvår efter att Malmbanan har nått fram till gruvsamhället Luossavara i norra Lappland antas stadsarkitekten Per-Olof Hallmans stadsplan för orten. Samma dag antas det officiella namnet Kiruna och tack vare stadsplanen kan man undvika att hela samhället blir en kåkstad, såsom det har börjat bli under slutet av 1800-talet. Det dröjer dock till 1948, innan orten blir stad.
- 1908 – Olympiska sommarspelen 1908 invigs i London av kung Edvard VII av Storbritannien.
- 1941 – Under den pågående nazityska invasionen av Grekland intar tyskarna den grekiska huvudstaden Aten, vilket leder till att Grekland tre dagar senare kapitulerar till Tyskland. Den tyska erövringen av staden blir djupt symbolmättad, då det nazistiska och diktatoriska Tysklands flagga nu vajar över den stad, som ses som den europeiska demokratins vagga.
- 1960 – Den franska kolonin Togoland utropar sig självständig från moderlandet Frankrike och blir en republik med namnet Togo.[5] Självständighetsförklaringen blir fredlig, då området sedan 1957 har stått under FN:s beskydd och Frankrike redan 1958 har antagit en deklaration om att kolonin ska bli självständig 1960.
- 1961 – Efter att 24 politiker från den brittiska kolonin Sierra Leone i en vecka har förhandlat med brittiska myndigheter i London erkänner Storbritannien kolonins självständighet och 23 av delegaterna skriver under landets självständighetsförklaring.
- 1992 – Sedan Slovenien, Kroatien, Bosnien-Hercegovina och Makedonien har brutit sig ur Jugoslavien ombildas de resterande delarna av landet och bildar Förbundsrepubliken Jugoslavien.[6] Denna stat består av Serbien och Montenegro, inklusive de autonomiska serbiska provinserna Vojvodina och Kosovo, men ombildas på nytt 2003 och bildar då Serbien och Montenegro.
- 1994 – Sydafrikas första allmänna, demokratiska parlamentsval, där även den svarta befolkningen får rösta, hålls och de svartas parti African National Congress (ANC) blir överlägset största parti med 62,65 procent av rösterna. De får därmed 252 av de 400 platserna i parlamentet och 60 av de 90 platserna i senaten. Enligt övergångsbestämmelserna i den nya grundlagen, som antas samma dag, tvingas partiet för tillfället dock bilda samlingsregering med Nationalistpartiet och Inkhata. Samma dag antas en ny flagga, som ersätter den dåvarande från 1928. Till minne av detta val, som markerar slutet på Sydafrikas rasåtskillnadspolitik, är 27 april numera allmän helgdag i landet.

## Födda
- 1650 – Charlotta Amalia av Hessen-Kassel, Danmarks och Norges drottning 1670–1699 (gift med Kristian V)
- 1727 – Edward Gibbon, brittisk historiker
- 1733 – Joseph Gottlieb Koelreuter, tysk genetiker
- 1748 – Adamantios Korais, nygrekisk grecist
- 1755 – William Chamberlain, amerikansk federalistisk politiker, kongressledamot 1803–1805 och 1809–1811, viceguvernör i Vermont 1813–1815
- 1757 – Carl Johan Adlercreutz, svensk greve, general och statsråd
- 1759 – Mary Wollstonecraft, brittisk feminist, författare och filosof
- 1778 – Gideon Lee, amerikansk politiker
- 1791 – Samuel Morse, amerikansk uppfinnare, bland annat av den elektriska telegrafen
- 1793 – Peleg Sprague, amerikansk politiker och jurist, senator för Maine 1829–1835
- 1812 – Friedrich von Flotow, tysk friherre och tonsättare
- 1820 – Herbert Spencer, brittisk liberal filosof
- 1822 – Ulysses S. Grant, amerikansk general och republikansk politiker, USA:s president 1869–1877
- 1824 – Anne Ross Cousin, brittisk författare
- 1840 – Edward Whymper, brittisk bergsbestigare
- 1844 – Alois Riehl, österrikisk filosof inom nykantismen
- 1848 – Otto I, kung av Bayern 1886–1913
- 1856 – Tongzhi, kejsare av Kina 1861–1875
- 1857 – Theodor Kittelsen, norsk konstnär
- 1861 – William Lorimer, brittisk-amerikansk republikansk politiker, senator för Illinois 1909–1912
- 1862 – Hjalmar Linder, finländsk kammarherre, vice häradshövding och storgodsägare
- 1866 – Pentjo Slavejkov, bulgarisk författare
- 1882 – James H. Montgomery, amerikansk författare och dramatiker
- 1887 – Nils Vult von Steyern, svenskt konsultativt statsråd och riksmarskalk
- 1889 – Friedrich Gollwitzer, tysk militär
- 1890 – Karl Asplund, svensk skald, författare, översättare och konsthistoriker
- 1892 – Karin Alfheim, svensk operasångare
- 1893 – Draza Mihailovic, serbisk general.
- 1896 – Wallace Carothers, amerikansk kemist, uppfinnare av materialet nylon
- 1897 – Gösta Bodin, svensk skådespelare och sångare
- 1899
  - Leo Diegel, amerikansk golfspelare
  - Walter Lantz, amerikansk animatör, filmregissör och filmproducent
- 1901 – Frank Belknap Long, amerikansk författare och poet
- 1903 – Helge Zimdal, svensk arkitekt
- 1904 – Emy Owandner, svensk skådespelare och operettsångare
- 1916
  - Bengt Häger, svensk danskritiker, dansskribent och museichef
  - Elof Börjeson, svensk kompositör, musikpedagog och jazztrombonist
- 1918
  - Sten Rudholm, svensk jurist, justitiekansler och riksmarskalk, ledamot av Svenska Akademien 1977–2008
  - John A. Scali, amerikansk diplomat och journalist, USA:s FN-ambassadör 1973–1975
- 1922
  - Jack Klugman, amerikansk skådespelare
  - John Burman, svensk dansare
- 1923 – Sven Sörmark, svensk tidningsman och författare
- 1926 – Lolita Russell Jones, svensk dansare, sångare och skådespelare
- 1927 – Coretta Scott King, amerikansk medborgarrättskämpe, gift med Martin Luther King
- 1932
  - Anouk Aimée, fransk skådespelare
  - Bert-Åke Varg, svensk skådespelare
- 1935 – Karen Wegener, dansk skådespelare
- 1939 – Stanisław Dziwisz, polsk kardinal, ärkebiskop av Kraków 2005–2016
- 1944 – Thomas Koppel, dansk musiker
- 1945 – Lasse Brandeby, svensk journalist, skådespelare och komiker, mest känd i rollen som Kurt Olsson
- 1947
  - G.K. Butterfield, amerikansk demokratisk politiker, kongressledamot 2004–2022
  - Dan Glimne, svensk spelexpert, spelkonstruktör och pokerspelare
  - Pete Ham, brittisk sångare, gitarrist och låtskrivare
- 1948
  - Josef Hickersberger, österrikisk fotbollsspelare och -tränare
  - Frank Abagnale, amerikansk säkerhetskonsult.
- 1949 – Eva Millberg, svensk skådespelare
- 1951
  - Ace Frehley, amerikansk gitarrist, medlem i hårdrocksgruppen KISS
  - Viviane Reding, luxemburgsk journalist och politiker, EU-kommissionär 1999–2014
- 1952 – Ari Vatanen, finländsk rallyförare och politiker, europaparlamentariker 1999–2009
- 1955
  - Daniel Frisa, amerikansk republikansk politiker
  - Eric Schmidt, amerikansk företagsledare, vd för Google 2001–2011, Googles styrelseordförande 2011–2015
- 1956 – Kevin McNally, brittisk skådespelare
- 1957 – Michael Henke, tysk fotbollstränare
- 1959 – Andrew Fire, amerikansk mikrobiolog och forskare inom genetiken, mottagare av Nobelpriset i fysiologi eller medicin 2006
- 1962
  - Eva Callenbo, svensk skådespelare och manusförfattare
  - Edvard Moser, norsk neurofysiolog, mottagare av Nobelpriset i fysiologi eller medicin 2014
  - Valentyna Tjepiha, ukrainsk kroppsbyggare
- 1967 – Willem-Alexander, kung av Nederländerna 2013–
- 1970 – Carin Rodebjer, svensk modeskapare
- 1971 – Davide Gualtieri, sanmarinsk fotbollsspelare
- 1973 – Magnus Thomson, svensk skådespelare, medlem i humorgruppen Varanteatern
- 1975 – Kazuyoshi Funaki, japansk backhoppare
- 1976 – Claus Jørgensen, danskfödd fotbollsspelare
- 1978
  - Jakub Janda, tjeckisk backhoppare
  - Fredrik Neij, svensk entreprenör, en av grundarna av torrentsajten The Pirate Bay
- 1979 – Patrik Berger, svensk musikproducent och låtskrivare
- 1980 – Zayed Khan, indisk skådespelare
- 1981 – Fabrizio Faniello, maltesisk sångare
- 1986 – Dinara Safina, rysk tennisspelare
- 1987 – Joëlle Békhazi, kanadensisk vattenpolospelare
- 1988 – Bakary Koné, burkinsk fotbollsspelare
- 1990 – Robin Bengtsson, svensk sångare och låtskrivare
- 1991 – Ardian Bujupi, tysk sångare
- 2005 – Mathys Tel, fransk fotbollsspelare

## Avlidna
- 1404 – Filip II, 62, hertig av Burgund sedan 1363
- 1521 – Ferdinand Magellan, omkring 41, portugisisk-spansk sjöfarare (stupad)
- 1605 – Leo XI, 69, påve sedan 1 april detta år
- 1616 – Erik Leijonhufvud, 64, svensk riddare och riksråd
- 1656 – Jan van Goyen, 60, nederländsk landskapsmålare
- 1680 – Petrus Olai Dalekarlus, 79, svensk politiker och domprost i Västerås
- 1792 – Jacob Johan Anckarström, 29, svensk militär, känd som kung Gustav III:s mördare (avrättad)
- 1858 – William Peel, 33, brittisk militär
- 1871 – Sigismund Thalberg, 59, österrikisk pianist, pianopedagog och tonsättare
- 1874 – Nils Nordlander, 77, svensk kyrkoherde, kunglig hovpredikant 1833–1834
- 1881 – Ludwig von Benedek, 76, österrikisk fältmarskalk
- 1882
  - Ferdinand Reich, 83, tysk professor, bergsingenjör och kemist
  - Ralph Waldo Emerson, 78, amerikansk filosof och poet
- 1894
  - Nathaniel S. Berry, 97, amerikansk politiker, guvernör i New Hampshire 1861–1863
  - Charles Laval, 32, fransk målare
- 1915 – Aleksandr Skrjabin, 43, rysk tonsättare och pianist
- 1927 – Albert J. Beveridge, 64, amerikansk historiker och republikansk politiker, senator för Indiana 1899–1911
- 1937 – Antonio Gramsci, 46, italiensk politiker och socialistisk filosof
- 1954
  - Henrik Jaenzon, 67, svensk fotograf och filmfotograf
  - Torsten Ralf, 53, svensk operasångare (tenor)
- 1959 – Yngve Brilioth, 67, svensk kyrkoman, biskop i Växjö stift 1938–1950 och ärkebiskop i Uppsala stift 1950–1958
- 1961
  - Heikki Aho, 65, finländsk fotograf och dokumentärfilmare
  - Gustav Ucicky, österrikisk filmregissör
- 1963 – Erik Berglund, 75, svensk regissör, skådespelare och matskribent
- 1969 – Svea Dahlqvist, 84, svensk sångare och skådespelare
- 1970 – Wilhelm Fahrmbacher, 81, tysk militär
- 1971 – Inge Schiöler, 63, svensk konstnär
- 1972 – Kwame Nkrumah, 62, ghanansk politiker, Ghanas premiärminister 1957–1960 och president 1960–1966
- 1974 – Anna-Lisa Öst, 84, svensk sångare med artistnamnet Lapp-Lisa
- 1976 – Berndt Carlberg, 84, svensk redaktör, författare, manusförfattare och sångtextförfattare
- 1979 – Sven Jerring, 83, svensk radioman, hallåman och sportjournalist
- 1981 – Finn Bernhoft, 83, norsk skådespelare
- 1982 – Johannes Hentschel, 73, tysk mekaniker och elektriker
- 1992 – Olivier Messiaen, 83, fransk kompositör, organist, musiklärare och ornitolog
- 1995 – Willem Frederik Hermans, 73, nederländsk författare och översättare
- 2002 – Ruth Handler, 85, amerikansk affärskvinna
- 2003 – Dorothee Sölle, 73, tysk teolog och skribent
- 2006
  - Gösta ”Knivsta” Sandberg, 73, svensk fotbolls-, ishockey- och bandyspelare, OS-brons 1952
  - Alexander Trowbridge, 76, amerikansk affärsman och politiker, USA:s handelsminister 1967–1968
- 2007
  - Fajer Fajersson, 88, svensk veteförädlare och professor
  - Mstislav Rostropovitj, 80, rysk-amerikansk cellist och dirigent
- 2008 – Björn Afzelius, 82, svensk zoolog
- 2009
  - Gugge Hedrenius, 70, svensk jazzpianist, orkesterledare och kompositör
  - Frankie Manning, 94, amerikansk dansare och koreograf
  - Greg Page, 50, amerikansk tungviktsboxare
- 2011
  - David Wilkerson, 79, amerikansk evangelist
  - Marian Mercer, 75, amerikansk skådespelare och sångare
- 2012 – David Weiss, 65, schweizisk konstnär
- 2013 – Aloysius Jin Luxian, 96, kinesisk katolsk prelat, biskop av Shanghai sedan 1985
- 2014
  - Vujadin Boškov, 82, serbisk fotbollsspelare och -tränare
  - Evan Storm, 75, svensk radioprofil
- 2020 – Laura Myllymaa, 37, finländsk travtränare
- 2022 – Kristian Lundberg, 56, svensk författare
- 2023 – Jerry Springer, 79, amerikansk TV-programledare